# شون غراندي
شون غراندي (بالإنجليزية: Sean Grande) هو معلق رياضي أمريكي، ولد في 11 ديسمبر 1969.

## وصلات خارجية
- شون غراندي على موقع IMDb (الإنجليزية)